# Тигран I Ервандид
Тигран I Ервандуни (также Тигран I Ервандид, арм. Տիգրան Ա Երվանդունի) — армянский царь из династии Ервандидов (Ервандуни), правивший около 560—535 гг. до н. э.
Согласно армянскому национальному преданию, отразившемуся у Мовсеса Хоренаци, Мидийское царство было разгромлено армянским царём Тиграном в союзе с Киром и при его помощи. Историческое зерно этого сообщения раскрывается при сопоставлении его с сообщением Ксенофонта, древнегреческого историка V — первой половины IV вв. до н. э., содержащимся в его труде «Киропедия». Здесь Кир и армянский царевич Тигран предстают в качестве друзей, а впоследствии Тигран с армянскими войсками принимает участие в походах Кира.
Мовсес Хоренаци называет его «самым могущественным и разумным из наших царей, превзошедшим в храбрости не только их, но и всех остальных».